# Frans Van Mechelen
Frans Van Mechelen (Turnhout, 26 april 1923 – Leuven, 5 juli 2000) was een Belgisch politicus voor de CVP.

## Levensloop
Van Mechelen was de zoon van een douanier. Hij volgde van 1935 tot 1941 humaniora aan het Sint-Victorinstituut van Turnhout en ging vervolgens een kandidatuur burgerlijk ingenieur volgen aan de Katholieke Universiteit Leuven. Hij promoveerde er in 1945 tot doctor in de sociale wetenschappen en in 1952 tot baccalaureus in de thomistische wijsbegeerte.
Tijdens zijn middelbare studies was Van Mechelen van 1938 tot 1941 bondssecretaris van de KSA-afdeling van Turnhout. In Leuven was hij bestuurslid van het Katholiek Vlaams Hoogstudentenverbond en schreef hij bijdragen voor De Goedendag, het overkoepelende tijdschrift van de Vlaamsgezinde studentenverenigingen. Tijdens de Tweede Wereldoorlog was hij lid van het Dietsch Studenten Keurfront, waardoor hij na de Bevrijding drie weken werd opgesloten.
Van 1950 tot 1951 werkte hij als redactiesecretaris bij het Brusselse dagblad Het Nieuws van den Dag. Daarna werkte hij enkele jaren als ambtenaar op het ministerie van Arbeid en werd hij in 1954 docent en in 1958 hoogleraar aan de KU Leuven. Hij doceerde er tot in 1988 demografie en methodiek van het sociaal onderzoek. In 1947 nam hij het initiatief tot de oprichting van het solidaristische weekblad Branding en ook publiceerde hij talrijke bijdragen in tijdschriften en dagbladen zoals De Standaard, rond werkverschaffing in Vlaanderen, de vernederlandsing van het bedrijfsleven en het gebruik van het Algemeen Nederlands. Voorts was hij vanaf 1950 stichtend lid van de Stichting Lodewijk de Raet en in 1964 medeoprichter van de Vereniging van Vlaamse Professoren.
Van 1960 tot aan zijn dood in 2000 was Frans Van Mechelen voorzitter van de Bond van de Grote en Jonge Gezinnen. In de jaren 1960 werd hij politiek actief voor de CVP, waar hij een vertegenwoordiger was van het Algemeen Christelijk Werknemersverbond. Van 1965 tot 1976 zetelde Van Mechelen voor het arrondissement Turnhout in de Kamer van volksvertegenwoordigers. In de periode december 1971-mei 1976 had hij als gevolg van het toen bestaande dubbelmandaat ook zitting in de Cultuurraad voor de Nederlandse Cultuurgemeenschap, die op 7 december 1971 werd geïnstalleerd en de verre voorloper is van het Vlaams Parlement. Als politicus ijverde hij steeds voor nauwe banden met Nederland. Ook werd hij in de jaren 1990 voorstander van een verre federalisering, ook inzake sociale zekerheid.
Van Mechelen was van 1968 tot 1972 Minister van Nederlandse Cultuur in de Regering-G. Eyskens IV. Onder zijn impuls werden vele Vlaamse cultuurcentra uitgebouwd, onder meer in de Vlaamse Rand rond Brussel. Niet geheel verwonderlijk was het cultureel centrum De Warande in Turnhout een van de eerste.
Hij was voorzitter van de Bond van de Grote en Jonge Gezinnen (1960-2000).

## Trivia
- In het Jommekes-album De schat van de zeerover heeft hij een cameo. Hij geeft een lift aan Jommeke en Filiberke.